# Requiem dla chwil minionych
Requiem dla chwil minionych – płyta muzyczna zrealizowana w latach 2014–2015 przez Jarosława Pijarowskiego i Józefa Skrzeka. Całość została nagrana i zmiksowana przez J. Pijarowskiego w studiach nagraniowych w Bydgoszczy i w Warszawie. Płyta została wydana w dwóch wersjach kompaktowej i analogowej (wydana na dwóch płytach - wzbogacona o jeden utwór - "Somewhere (Over the rainbow)".

## Premiera
Uroczysta premiera albumu miała miejsce w Bydgoszczy 6 grudnia 2015.

## Lista utworów
1. „Requiem dla chwil minionych” (J. Pijarowski) czas - 02:36.800
2. „Requiem dla chwil minionych (fuga błogosławionych i potępionych)” - wersja sceniczna (J. Skrzek, J. Pijarowski) czas - 09:55.694
3. „Stąd do wieczności” (J. Skrzek, J. Pijarowski, W.A. Mozart) czas - 14:53.320
  - u wrót wieczności
  - wszystkie dzieci nasze są
  - spełnienie
  - w przestrzeni Amadeusza
  - Lacrimosa (Requiem dla Amadeusza)
4. „Requiem dla wody (u źródeł Twych)” (J. Skrzek, J. Pijarowski, W. Lachowski) czas - 11:42.347
5. „Nowy adres – Heaven” (Irving Berlin, J.Pijarowski)czas: 01:39.547

## Skład
- Józef Skrzek - muzyka
- Jarosław Pijarowski - muzyka, tekst
- Monika Dyngosz - partie wokalne,
- Wojciech Dyngosz - partie wokalne

### Gościnnie
- Wojciech Lachowski - gitara
- Jakub Marszałek - instrumenty dęte
- Dominika Dyngosz - partie wokalne
- Aleksandra Kortas - partie wokalne

## Informacje dodatkowe
- oprawę wersji analogowej (witraż oprawiony w drewno) wykonała firma WITRAŻE Sadecki Dariusz Glass Atelier[6]
- Grafika - Wojciech Kowalczyk
- Projekt graficzny płyty: W. Kowalczyk, W. Lachowski, J. Pijarowski
- Płyta została uznana w prenominacjach Fryderyków 2016[7]